# Bogdan Petriceicu Hasdeu

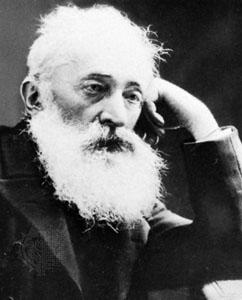
Bogdan Petriceicu Hasdeu

Bogdan Petriceicu Hasdeu (* 26. Februar 1838 in Kerstenzi, Gouvernement Bessarabien; † 25. August 1907 in Câmpina) war ein rumänischer Politiker, Schriftsteller, Historiker, Romanist, Rumänist und Ethnologe.

## Leben und Werk
Tadeu Hasdeu war der Sohn des Schriftstellers Alexandru Hâjdeu (1811–1872). 1857 nahm er den Namen Bogdan Petriceicu Hasdeu an. Er studierte Jura in Charkiw und kämpfte als russischer Husar im Krimkrieg. Als Gymnasiallehrer und Buchhändler lebte er ab 1858 in Iași, ab 1863 in Bukarest.
Hasdeu verfolgte weitgespannte Forschungsinteressen in der rumänischen Geschichte und Philologie, engagierte sich in der Politik und war schriftstellerisch tätig. 1876 wurde er Archivar, 1878 Professor für vergleichende Sprachwissenschaft an der Universität Bukarest.
Der frühe Tod seiner hochbegabten Tochter Iulia Hasdeu (1869–1888) trieb ihn in die Arme des Spiritismus. Zu ihrem Andenken ließ er in Câmpina mit dem „Castelul Iulia Hasdeu“ ein Schloss bauen, in dem ein Hasdeu-Museum eingerichtet wurde.
1877 wurde er in die Rumänische Akademie gewählt, die später einen Preis nach ihm benannte. Die Russische Akademie der Wissenschaften in Sankt Petersburg nahm ihn 1883 als korrespondierendes Mitglied auf. In der Republik Moldau ist die 1999 gegründete Universität Staatliche Bogdan-Petriceicu-Hasdeu-Universität Cahul in Cahul nach ihm benannt, ferner die Stadtbibliothek Chișinău. In Iași und Buzău tragen Schulen seinen Namen.

## Werke (Auswahl)
- Istoria tolerant̡eĭ religióse în Romănia, Bukarest 1868
- (Hrsg.) Psaltirea publicatǎ românesce la 1577 de diaconulǔ Coresi, Bukarest 1881
- Articole şi studii literare, hrsg. von C. Măciucă, Bukarest 1961
- Răzvan s̡i vidra, hrsg. von Constantin Măciucă, Bukarest 1971
- Etymologicum magnum Romaniae. Dict̡ionarul limbei istorice s̡i poporane a Românilor, hrsg. von Grigore Brâncus̡, 3 Bde., Bukarest 1972–1976
- Cuvente den bătrîni. 1. Limba română vorbită, hrsg. von Bukarest 1983
- Istoria critică a românilor, hrsg. von Grigore Brâncuş, Bukarest 1984
- Opere, hrsg. von Stancu Ilin, 7 Bde., Bukarest 1986–2003
- Studii de lingvistica si filologie, hrsg. von Grigore Brâncus, Bukarest 1988
- Scrieri,  hrsg. von Stancu Ilin, 2 Bde., Bukarest 1993–1997